# Yuri Anikejev

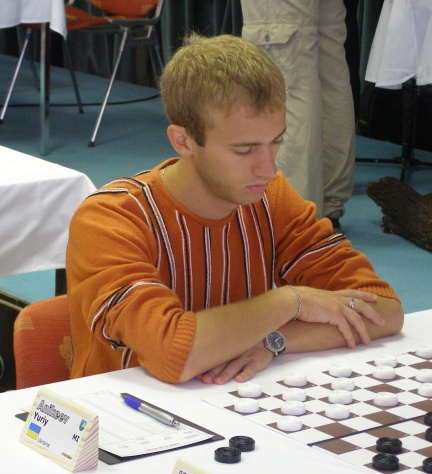
Yuri Anikejev in 2006.

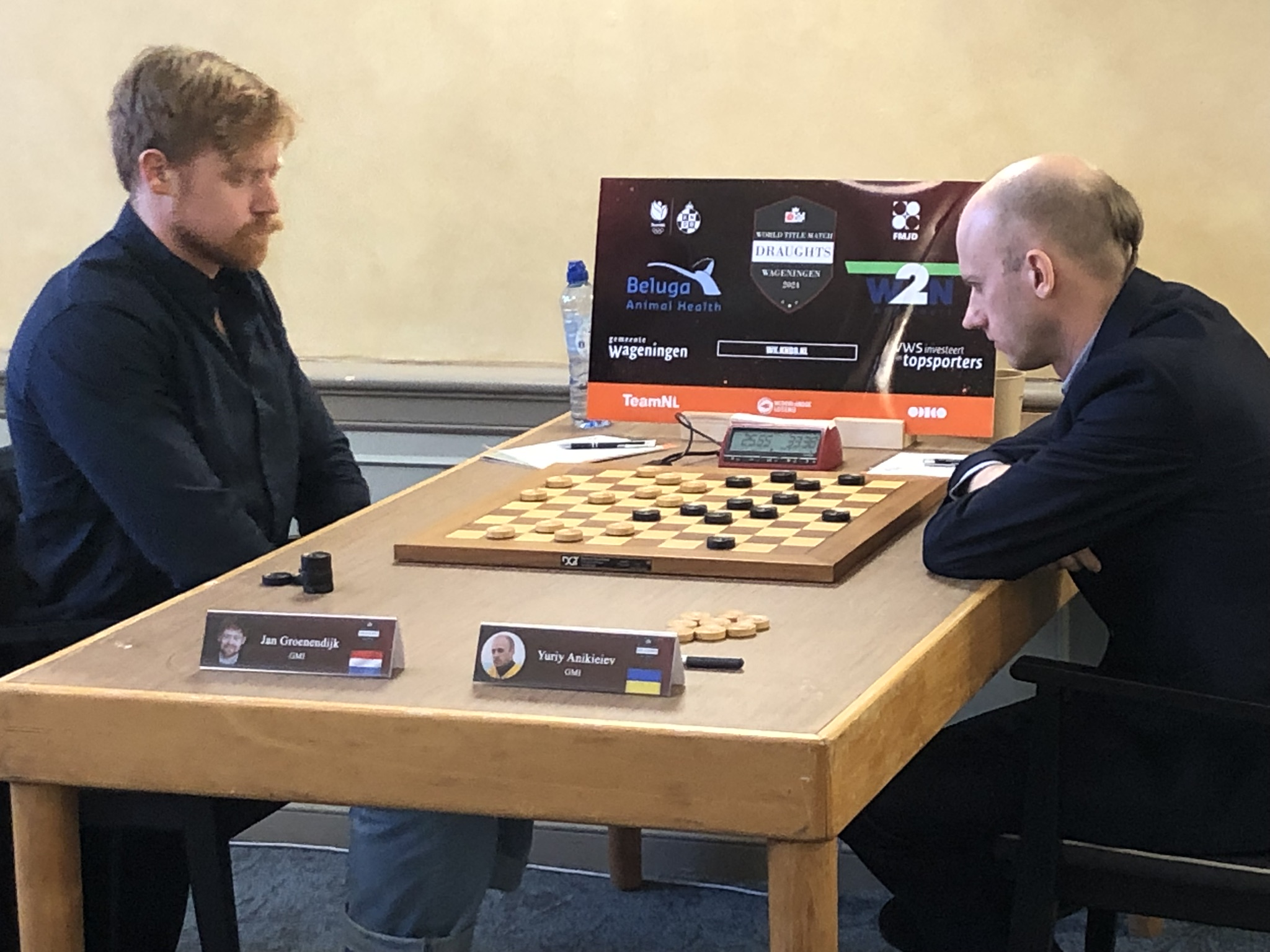
Anikejev tijdens de verloren tweekamp voor de wereldtitel tegen de Nederlander Jan Groenendijk.

Yuri Anikejev of Iurii Anikieiev (11 juni 1983, Kupjansk) is een Oekraïens dammer die in 2004 (gedeeld), 2006, 2007 (gedeeld) en 2008 (gedeeld) Oekraïens kampioen dammen werd. Anikejev is een internationaal grootmeester. Anikejev nam tweemaal deel aan het wereldkampioenschap, waar hij zesde en vierde werd. In 2006 werd hij twaalfde op het Europees kampioenschap. In 2006 werd hij tweede, en in 2008 derde tijdens het Salou Open. In 2005 werd hij eerste tijdens het Europees kampioenschap sneldammen. Naast op het 100-veldenbord is Anikejev ook actief op het 64-veldenbord, ook wel Braziliaans dammen, in deze discipline werd hij in 2004 wereldkampioen.

## Wereldkampioenschappen
Yuri Anikejev werd in oktober 2023 wereldkampioen op Curaçao.
Hij deed meerdere keren mee aan het toernooi om de wereldtitel, bijvoorbeeld in 2007, 2013 en 2023.
- WK 2007 - zesde, met 22 punten uit 19 wedstrijden.
- WK 2013 - vierde plaats, met 13 punten uit 11 wedstrijden, achter Alexander Georgiev, Jean Marc Ndjofang en Roel Boomstra.
- WK 2023 - eerste plaats, met 25 punten in 19 wedstrijden, vóór Jan Groenendijk, Martijn van IJzendoorn en Wouter Sipma.

1885-1894 Dussaut · 1895 Leclercq · 1899-1911 Weiss · 1912-1912 Molimard · 1912 Hoogland · 1925 Bizot · 1926, 1931-1932 Fabre · 1928 Springer · 1933-1938 Raichenbach · 1945, 1947 Ghestem · 1948-1954 Roozenburg · 1956 Deslauriers · 1958, 1959, 1961, 1963, 1965, 1967, 1974 Koeperman · 1960, 1964 Sjtsjogoljev · 1963 Sy · 1968-1971 Andreiko · 1972, 1973 Sijbrands · 1976, 1977, 1981, 1983-1984 Wiersma · 1978, 1980, 1984, 1985 Gantvarg · 1982 Van der Wal · 1986, 1987 Dybman · 1988-1993, 1995, 1996, 2001, 2005 Tsjizjov · 1994 Valneris · 1998, 2007, 2009, 2017, 2021 Sjvartsman · 2003-2004, 2006, 2011-2015, 2019 Georgiejev · 2016, 2018, 2022 Boomstra · 2023 Anikejev · 2024-2025 Groenendijk